# Rizal (Palawan)
Rizal è una municipalità di seconda classe delle Filippine, situata nella Provincia di Palawan, nella regione di Visayas Occidentale.
Rizal è formata da 11 baranggay:
- Bunog
- Campong Ulay
- Candawaga
- Canipaan
- Culasian
- Iraan
- Latud
- Panalingaan
- Punta Baja
- Ransang
- Taburi